# Wilson Chacón
Wilson Arcangel Chacón (né le 11 mai 1971 au Venezuela) est un joueur de football international vénézuélien, qui évoluait au poste de milieu de terrain.

## Biographie

### Carrière en club
Avec le club du Deportivo Táchira, il remporte un titre de champion du Venezuela.

### Carrière en sélection
Avec l'équipe du Venezuela, il joue entre 1993 et 1996. 
Il figure dans le groupe des sélectionnés lors des Copa América de 1993 et de 1995.
Il joue également quatre matchs comptant pour les tours préliminaires de la coupe du monde 1994.

## Palmarès
Deportivo Táchira
- Championnat du Venezuela (1) :
  - Champion : 1999-00.